# Gunnar Wallin (tecknare)
Gunnar Vitalis Wallin, född 7 mars 1896 i Göteborg, död 11 november 1975 i Carl Johans församling, Göteborg, var en svensk  tecknare, målare och journalist, mångårig medarbetare i Göteborgs-Tidningen i Göteborg.
Han var son till tullöveruppsyningsmannen Anders Wallin och Anna Lena Aronsdotter och från 1926 gift med journalisten Ingeborg Fredrika Axelina Lönnqvist. Efter avlagd studentexamen 1913 började han sin  yrkesbana som skådespelare vid Hjalmar Selanders teatersällskap vid Nya teatern i Göteborg. Samtidigt studerade han krokiteckning för Axel Erdmann vid Valands målarskola  1916–1918 och genom självstudier under resor till Tyskland, England, Frankrike och Spanien. Han medverkade från hösten 1918 som frilanstecknare i Göteborgs Morgonpost.
Från 1919 till 1954 var han anställd vid Göteborgs-Tidningen, där han bidrog som kåsör och skämttecknare. Inom det senare fältet var han påverkad av Storm P och Albert Engström, men utvecklade en egen stil med bisarra och spexartade inslag. Ett genomgående element i hans teckningar var en liten hund som kommenterade situationen i bilden avslutat med det hemmagjort danska "jä, jä". Utom i Göteborgs-Tidningen ritade Wallin för skämttidningar som Puck, Söndags-Nisse, Strix och Lutfisken. Han gav ut flera böcker med texter och teckningar.. Som tecknare och journalist arbetade under ett flertal signaturer bland annat Gewe, Mr. Pullover och Magister Bläckstadius
Bland hans offentliga arbeten märks väggmålningar på en restaurang i Göteborg, Porterbryggeriet Carnegie och Lisebergs nöjesfält. Separat ställde han ut i Esseltehallen i Stockholm, på Olsens konstsalong och Sparbankshallen i Göteborg. Han var representerad i Humoristernas salong i Stockholm 1933 och Humor och satir som visades på Liljevalchs konsthall 1933. Han medverkade i samlingsutställningarna Tecknare i pressen som visades på Göteborgs konsthall 1940, och på Modern konst i Malmö samt samlingsutställningar på Lorensbergs konstsalong. Wallin är representerad som konstnär på Göteborgs historiska museum, Göteborgs sjöfartsmuseum, Postmuseum, Statens kriminaltekniska museum, Drottningholms teatermuseum, Borås konstmuseum, Gränna hembygdsmuseum och Moderna museetsamt dessutom på museer inom andra ämnesområden. Han tog 1933 initiativet till grundandet av Göteborgs konstnärsklubb och var sedan dess sekreterare i 16 år. I denna funktion var han även konsttidskriften Palettens förste redaktör 1940–1941. Han tilldelades Göteborgs stads förtjänstmedalj i guld 1958.
Gunnar Wallin är gravsatt på Västra kyrkogården, Göteborg.